# Cavello
Cavello is een Nederlands kledingmerk dat in 1992 is opgericht. Het merk is in de jaren 90 bekend geworden door de veelal kleurrijke trainingspakken die gedragen werden in de gabberscene.
In 2008 is Cavello een nieuwe weg ingeslagen. Vanaf dat moment kwam de focus te liggen op het herenondergoed.
Het logo van Cavello zijn twee koppen van steenbokken in een driehoek die van elkaar af kijken. In het voorjaar van 2012 heeft het merk een metamorfose ondergaan met onder andere een nieuw logo. Wielrenner Thomas Dekker was het gezicht van Cavello.
Op 24 augustus 2023 werd DMK Design, het bedrijf achter de merken Cavello en Slippely (opgericht in 1970) door de rechtbank Zeeland-West-Brabant failliet verklaard.